# 南京招商局旧址
南京招商局旧址位于中国江苏省南京市鼓楼区下关江边路24号，中山码头与老江口码头之间，靠近下关车站。该建筑建于1947年，由杨廷宝设计，坐东朝西，西面长江，为钢筋混凝土框架结构的四层楼房，兼作候船厅和办公楼，其中底层为售票、候船及库房，中部两层为业务办公用房和宿舍，顶层为电报、电话及俱乐部，外观仿船形，以示水运交通建筑的特征。今为南京市港务局分局，现已启动修缮。